# Thermopsis robusta
Thermopsis robusta är en ärtväxtart som beskrevs av Howell. Thermopsis robusta ingår i släktet lupinväpplingar, och familjen ärtväxter. Inga underarter finns listade i Catalogue of Life.